# Skrivno srečanje
Skrivno srečanje (francosko: Le rendez-vous) je slika francoskega rokokojskega slikarja Jeana-Honoréja Fragonarda, ki je nastala kot ena od serije štirih, med letoma 1771–72 z naslovom Napredovanje ljubezni (Les Progrès de l'amour). Sliko hranijo v Frick Collection v New Yorku.

## Ozadje
Zgodovina teh slik - ena najmočnejših evokacij ljubezni v zgodovini umetnosti - je povezana s kariero Comtesse du Barry (1743-1793), zadnje ljubice Ludvika XV. (1710-1774). Za paviljon za užitke, ki ga je leta 1771 naročila pri arhitektu Claude-Nicolasu Ledouxu (1736-1806), je grofica pri Fragonardu naročila štiri platna, ki prikazujejo »štiri dobe ljubezni«. Serija ima sledeč vrstni red: 
- La Poursuite - spogledljiv predlog (mladenič dekletu ponudi vrtnico),
- La Surprise ou La Rencontredo - skrivno srečanje (ljubimec preskoči vrtno steno),
- L'Amant couronnédo - konec ali poroka (dekle svojega ljubimca okrona z vrtnicami),
- La Lettre d'amour - mirno uživanje v srečni zvezi (branje ljubezenskih pisem).

Kljub vsej njihovi lepoti in strasti pa je gospa du Barry kmalu umetniku vrnila platna in drugemu naročila zamenjavo. So bile podobnosti med rdeče oblečenim ljubimcem in Ludvikom XV. potencialno neprijetne? So se razkošna platna zdela nekoliko staromodna med hladnim neoklasicizmom Ledouxovega avantgardnega paviljona? 
Iz neznanega razloga je Fragonard še dvajset let obdržal svoje stvaritve. Nato je, ko je dodal še sedem platen (L'Abandonnée - Zapuščeni in L'Amour triomphant - Zmagovita ljubezen in štiri alegorije ljubezni), serijo namestil v bratrančevo vilo na jugu Francije. Šle so skozi zbirko J. P. Morgana, kjer so bile razstavljene v njegovi londonski hiši. Leta 1915 jih je pridobil Frick in jih namestil v zanje posebej zasnovano sobo.

## Opis
Gre za dramatično akcijo, ki prikazuje skrivno srečanje. Vidimo snubca, ki je pravkar priplezal po lestvi in preskakuje ograjo. Zdi se da nočeta biti ujeta, saj njena leva roka nakazuje: »Počakaj trenutek. Naj vidim, če je okolica čista.« Njuni telesi sta se nagnili drug k drugemu in tvorita piramido, ki vodi naše oko do figure Kupida in Venere. Venera boginja ljubezni. Kupid njen sin. Njena poza odseva drevesa za njo, ki so se nagnila proti desni strani platna. To ustvari nekakšno črko V skozi katero vidimo nebo. Ozadje z drevjem je precej dramatično in daje občutek, da narave ni mogoče nadzorovati, kar je krasno ozadje trenutka.
Prav slikanje o popustljivosti in užitku so filozofi razsvetljenstva napadali in povezovali s pokvarjenostjo aristokracije in monarhije. Ta slika o ljubezni in užitku naj bi bila nameščena v paviljonu užitkov in kaj bi lahko bil boljši primer kaj vse je bilo v Franciji narobe.
Zakaj je cikel grofica du Barry zavrnila, je predmet razprav med umetnostnimi zgodovinarji. Nekateri menijo, da je bilo dekle preveč podobno grofici ali pa rdeč jopič mladeniča Ludviku XV. 

## Poreklo
Naročilo Madame du Barry, Louveciennes; Alexandre Maubert, Grasse; Maubertov vnuk Malvilan jih je prodal Wertheimerju leta 1898; Agnew; Kupil J. Pierpont Morgan leta 1898, Duveen; Frick, 1915. 